# Municipio de Soca
El Municipio de Soca es uno de los municipios del departamento de Canelones, Uruguay.Tiene como sede la ciudad homónima. Felipe pintos se ma come

## Ubicación
El municipio se encuentra localizado en la zona sureste del departamento de Canelones, ente los arroyos Solís Chico y Solís Grande, al norte de la ruta Interbalnearia. Limita al sur con el municipio de La Floresta, al oeste con el de Atlántida, al norte con los de Migues y Montes y al este con el de Solís Grande (departamento de Maldonado).

## Características
El municipio fue creado por ley 18.653 del 15 de marzo de 2010, y forma parte del departamento de Canelones. Su territorio comprende a los distritos electorales CLA, CLD y CLE de ese departamento. 
Se trata de una zona cuya principal actividad económica es la ganadería extensiva.
Su superficie es de 493 km².
Forman parte del municipio las siguientes localidades:
- Soca
- La Querencia
- Capilla de Cella
- Piedras de Afilar

## Autoridades
Las autoridades del municipio son el alcalde y cuatro concejales.
Alcaldes según período:
| Nº | Alcalde                 | Partido             | Inicio del mandato      | Fin del mandato         | Observaciones   | Concejales                                                                          |
| -- | ----------------------- | ------------------- | ----------------------- | ----------------------- | --------------- | ----------------------------------------------------------------------------------- |
| 1  | Guillermo Burgueño      |                     | 2010                    | julio de 2015           | Alcalde elegido |                                                                                     |
| 2  | Roberto Rodríguez       | Partido Nacional PN | julio de 2015           | 26 de noviembre de 2020 | Alcalde elegido | Santiago Rivera (PN) Guillermo Burgueño (PC) Conrado González (PC) Juan Castro (FA) |
| 3  | Rubén Roberto Rodríguez | Partido Nacional PN | 27 de noviembre de 2020 | 2025                    | Alcalde elegido | Alberta Moreira (FA) Mary Morin (PN) Alejandro Burgueño (PC) Andrés Zeballos (PC)   |